# 土卫九
土卫九，英文名稱福柏（Phoebe），是一顆土星的衛星，屬於不規則衛星，1899年由威廉·亨利·皮克林發現。土衛九是土星的不規則衛星中最大的，屬於諾爾斯衛星群。土卫九是使用照相技术发现的第一颗卫星。土卫九軌道的半長軸為1,296萬公里，以逆行環繞土星。

## 表面特徵
表面的反射率非常的低，和海衛八一樣屬於十分黑暗的衛星，僅只反射了6%的太陽光。
平均直徑220公里，是諾爾斯衛星群中最大的一顆衛星，像是歪斜的馬鈴薯外觀表面佈滿了大大小小的撞擊坑。

### 區
土衛九上的區（地形特徵與周圍環境明顯不同），以福柏的女兒命名。
| 名稱   | 坐標                  | 直徑（公里） | 名字來源                   |
| ------ | --------------------- | ------------ | -------------------------- |
| 勒托區 | 60°N 20°W / 60°N 20°W | 95           | 勒托，希臘神話的黑暗女神。 |

### 撞擊坑
土衛九上的撞擊坑，以阿爾戈英雄命名。
| 名稱             | 坐標                              | 名字來源                                                   |
| ---------------- | --------------------------------- | ---------------------------------------------------------- |
| 阿卡斯托斯撞擊坑 | 9°36′N 148°30′W / 9.6°N 148.5°W   | 阿卡斯托斯，阿爾戈英雄之一。                               |
| 阿德墨托斯撞擊坑 | 11°24′N 39°06′W / 11.4°N 39.1°W   | 阿德墨托斯，阿爾戈英雄之一；斐賴的國王，曾參加卡呂冬狩獵。 |
| 安菲翁撞擊坑     | 27°00′S 1°48′W / 27.0°S 1.8°W     | 安菲翁，阿爾戈英雄之一。                                   |
| 波忒斯撞擊坑     | 49°36′S 292°30′W / 49.6°S 292.5°W | 波忒斯，阿爾戈英雄之一。                                   |
| 卡拉伊斯撞擊坑   | 38°42′S 225°24′W / 38.7°S 225.4°W | 卡拉伊斯，阿爾戈英雄之一。                                 |
| 卡尼托斯撞擊坑   |                                   | 卡尼托斯，阿爾戈英雄之一。                                 |
| 克呂提俄斯撞擊坑 |                                   | 克呂提俄斯，阿爾戈英雄之一。                               |
| 厄耳癸諾斯撞擊坑 |                                   | 厄耳癸諾斯，阿爾戈英雄之一。                               |
| 歐斐摩斯撞擊坑   |                                   | 歐斐摩斯，阿爾戈英雄之一。                                 |
| 歐律達瑪斯撞擊坑 |                                   | 歐律達瑪斯，阿爾戈英雄之一。                               |
| 歐律提翁撞擊坑   |                                   | 歐律提翁，阿爾戈英雄之一。                                 |
| 歐律托斯撞擊坑   |                                   | 歐律托斯，阿爾戈英雄之一。                                 |
| 許拉斯撞擊坑     |                                   | 許拉斯，阿爾戈英雄之一。                                   |
| 伊德蒙撞擊坑     |                                   | 伊德蒙，阿爾戈英雄之一。                                   |
| 伊菲托斯撞擊坑   |                                   | 伊菲托斯，阿爾戈英雄之一。                                 |
| 伊阿宋撞擊坑     |                                   | 伊阿宋，阿爾戈英雄之一，愛俄爾卡斯王國國王，美狄亞的丈夫。 |
| 摩普索斯撞擊坑   |                                   | 摩普索斯，阿爾戈英雄之一。                                 |
| 瑙普利俄斯撞擊坑 |                                   | 瑙普利俄斯，阿爾戈英雄之一。                               |
| 俄琉斯撞擊坑     |                                   | 俄琉斯，阿爾戈英雄之一。                                   |
| 珀琉斯撞擊坑     |                                   | 珀琉斯，阿爾戈英雄之一；色薩利國王，忒提斯的丈夫。         |
| 佛利阿斯撞擊坑   |                                   | 佛利阿斯，阿爾戈英雄之一。                                 |
| 塔拉俄斯撞擊坑   |                                   | 塔拉俄斯，阿爾戈英雄之一。                                 |
| 忒拉蒙撞擊坑     |                                   | 忒拉蒙，阿爾戈英雄之一。                                   |
| 仄忒斯撞擊坑     |                                   | 仄忒斯，阿爾戈英雄之一。                                   |

## 人类探索
- 1981年9月4日——旅行者2号
- 2004年6月11日——卡西尼号

### 旅行者2号
请参阅旅行者2号

### 卡西尼号
请参阅卡西尼—惠更斯号

## 相关链接
- 土卫九图片集 （页面存档备份，存于）